# Supercopa de España
Supercopa de España (engelsk: Supercup of Spain) er et mesterskab mellem vinderen af La Liga og Copa del Rey. Reglerne er sådan, at hvis et hold vinder begge turneringer samme år, går pladsen i Supercopa de España til taberen af finalen i Copa del Rey.
Den 12. november 2019 blev det annonceret, at Supercopa ville udvide til fire hold, vinderne og andenpladsen af Copa del Rey og La Liga , og vil blive afholdt i King Abdullah Sports City i Jeddah , Saudi-Arabien i de næste tre år, i en aftale til en værdi af €120 mio. Arrangementet blev også flyttet til januar for at reducere "overbelastningen" på holdenes tidsplaner.  Aftalen har været udsat for kritik: Jesus Alvarez, leder af sportsprogrammering for det statslige tv-selskab RTVE , udtalte, at den ikke ville byde på medierettighederne til Supercopa, i protest mod Saudi-Arabiens menneske- og kvinderettigheder – især i kvindeidræt . Liga Nacional de Fútbol Profesional -præsident Javier Tebas kritiserede også beslutningen med henvisning til menneskerettighedskrænkelserne og landets "pirateri" af europæisk fodbold (med henvisning til pirat-tv-stationen beoutQ ).  Tidligere havde Tebas været en stor fortaler for at afholde konkurrencen uden for Spanien , og især USA , som en del af hans bestræbelser på at udvide La Liga globalt.  RFEF-præsident Luis Rubiales udtalte, at kvinder ville være i stand til at deltage i kampene uden begrænsninger, og forsvarede aftalen som brugen af fodbold til at "forvandle samfundet".
Hverken Copa del Rey- eller La Liga-vinderne nåede Supercopa de España-finalen i de første tre udgaver af fireholdsformatet.  I juni 2021 blev forlængelsen af aftalen med Saudi-Arabien med ti år annonceret for at fortsætte med at spille turneringen i landet indtil mindst 2029.

## Resultater fra samtlige finaler i Supercopa
| År   | Vinder             | Finalist           | Resultat         |
| ---- | ------------------ | ------------------ | ---------------- |
| 2012 | Real Madrid        | FC Barcelona       | 4-4 (2-3 / 2-1)  |
| 2011 | FC Barcelona       | Real Madrid        | 5-4 (2-2 / 3-2)  |
| 2010 | FC Barcelona       | Sevilla FC         | 5-4 (1-3 / 4-0)  |
| 2009 | FC Barcelona       | Athletic de Bilbao | 5-1 (1-2 / 3-0)  |
| 2008 | Real Madrid        | Valencia CF        | 6-5 (3-2 / 4-2)  |
| 2007 | Sevilla FC         | Real Madrid        | 6-3 (1-0 / 3-5)  |
| 2006 | FC Barcelona       | RCD Espanyol       | 4-0 (0-1 / 3-0)  |
| 2005 | FC Barcelona       | Real Betis         | 4-2 (0-3 / 1-2)  |
| 2004 | Real Zaragoza      | Valencia CF        | 3-2 (0-1 / 1-3)  |
| 2003 | Real Madrid        | RCD Mallorca       | 4-2 (2-1 / 3-0)  |
| 2002 | RC Deportivo       | Valencia CF        | 4-0 (3-0 / 0-1)  |
| 2001 | Real Madrid        | Real Zaragoza      | 4-1 (1-1 / 3-0)  |
| 2000 | RC Deportivo       | RCD Espanyol       | 2-0 (0-0 / 2-0)  |
| 1999 | Valencia CF        | FC Barcelona       | 4-3 (1-0 / 3-3)  |
| 1998 | RCD Mallorca       | FC Barcelona       | 3-1 (2-1 / 0-1)  |
| 1997 | Real Madrid        | FC Barcelona       | 5-3 (1-2 / 4-1 ) |
| 1996 | FC Barcelona       | Atlético Madrid    | 6-5 (5-2 / 3-1 ) |
| 1995 | RC Deportivo       | Real Madrid        | 5-1 (3-0 / 1-2)  |
| 1994 | FC Barcelona       | Real Zaragoza      | 6-5 (0-2 / 4-5)  |
| 1993 | Real Madrid        | FC Barcelona       | 4-2 (3-1 / 1-1)  |
| 1992 | FC Barcelona       | Atlético Madrid    | 5-2 (3-1 / 1-2)  |
| 1991 | FC Barcelona       | Atlético Madrid    | 2-1 (0-1 / 1-1)  |
| 1990 | Real Madrid        | FC Barcelona       | 5-1 (0-1 / 4-1)  |
| 1989 | Real Madrid        |                    |                  |
| 1988 | Real Madrid        | FC Barcelona       | 3-2 (2-0 / 1-2)  |
| 1985 | Atlético Madrid    | FC Barcelona       | 3-2 (3-1 / 0-1)  |
| 1984 | Athletic de Bilbao |                    |                  |
| 1983 | FC Barcelona       | Athletic de Bilbao | 4-1 (3-1 / 0-1)  |
| 1982 | Real Sociedad      | Real Madrid        | 5-0 (0-1 / 4-0)  |